# Charlie Hawke
Charlie John Hawke (Newcastle, 3 settembre 2002) è un nuotatore australiano.

## Biografia
Si allena negli Stati Uniti d'America, presso l'Università dell'Alabama.
Nel 2025 prende parte ai mondiali di Singapore, dove conquista il bronzo nella staffetta 4x200 metri stile libero.

## Palmarès
- Mondiali

Singapore 2025: bronzo nella 4x200m sl.